# Опейда Алла Олександрівна
Алла Олександрівна Опейда (нар. 24 квітня 1966 року, Луцьк Волинської області) — українська співачка, Заслужена артистка України, солістка-вокалістка вокального дуету «Душа Волині», художній керівник Луцького районного будинку культури, керівник зразкової вокальної студії «Зернятко», дитячого фольклорного гурту «Вервечка». З травня 2019 року — директорка культурно-мистецького центру (КМЦ) «Красне» м. Луцька, культурно-громадська діячка. Лауреатка низки Всеукраїнських та міжнародних пісенних фестивалів і конкурсів.

## Біографія
Алла Опейда народилася 24 квітня в м. Луцьку Волинської області.
Закінчила Луцьку загальноосвітню школу № 2, Луцьку музичну школу № 1 (клас фортепіано).
У 1981 по 1985 рік навчання в Луцькому державному музичному училищі (відділ хорового диригування).
В 1985 році розпочала свій трудовий стаж в Луцькому районному відділі культури: завідувачем клубу села Великий Омеляник, керівник хору в будинку культури села Забороль, методист Луцького районного будинку культури.
З 1987 по 1992 рік навчання в Рівненському державному інституті культури (факультет хорового диригування).
Художній керівник Луцького РБК, виконувач директора Луцького РБК, нині ж директорка КМЦ «Красне», комунального закладу «Палац культури міста Луцька».

Активна збирачка і пропагандистка української та волинської народної пісні. Вона записала і виконала багато забутих народних пісень, що побутували на Волині.

## Творчість
У сценічній творчості А. Опейда вміло поєднує автентичний фольклор з сучасною українською піснею. Її творча біографія багата на перемоги у Всеукраїнських та Міжнародних пісенних фестивалях і конкурсах, радіо конкурсах, зокрема: «Нові імена», «Золоті ключі», «Надія», «Доля», «Золоті трембіти», «Пісенний вернісаж», «Ой, роде наш красний», фестиваль-конкурс ім. М. Машкіна та інші…
Журі щоразу відзначало оригінальність тембрального забарвлення голосу, своєрідність репертуару, професійне виконання творів співачкою.
Як солістка співпрацює з провідними колективами області, зокрема оркестром народних інструментів та ансамблем бандуристів Волинського державного училища культури і мистецтв ім..І.Стравінського, ансамблем народної музики «Терлич», як солістка працювала в концертній бригаді Волинської обласної філармонії та естрадно-симфонічному оркестрі обласного академічного музично-драматичного театру ім..Т. Г. Шевченка.
Протягом багатьох років співає в тандемі з Заслуженим працівником культури України — В'ячеславом Судимою. Дует носить назву «Душа Волині». Географія їхньої творчості багатогранна. І це ще одна сторінка пісенної творчості.
Пісні у виконанні Алли звучать у програмах обласного та всеукраїнського радіо. З участю співачки створені музичні фільми: «Музика трьох сердець», «Земля наша холмська», «Волинь — край поліський».
В репертуарі співачки твори відомих волинських поетів (Й. Струцюка, В. Гея, І. Корсака, П. Маха, Т. Музичука, М. Лапківа, В. Барановської, С. Кордунової, С. Бояркевич, М. Гнатюка, С. Дружиновича, Г. Терлецької; композиторів — О. Синютина, А. Пашкевича, М. Стефанишина, В. Герасимчука, О. Онишка, М. Гнатюка, П. Свіста, О. Гаркавого, С. Бояркевич, Г. Васіної та звичайно твори українських поетів та композитрів, популяризує їх творчість у творах в яких доля нашої України, краса поліського краю, ніжна колискова, незрадлива материнська любов та лірика.
А. Опейда гідно репрезентує українську пісню не лише в Україні, а й за кордоном — у Польщі, Франції, Словаччині, Білорусі, Росії, Литві, Вірменії, Азербайджані, Німеччині, Єгипті, Норвегії і т.д…
Щедрим ужинком багаторічної праці став вихід аудіо альбомів (сольних — «Терпке пісенне диво», «Вишиванка», «Ой, давно-давно» — 2020 року) дуетних — «В нашому саду», «Гей, там на півночі Волині», «З родинного джерела», «Лети, наша пісне»). У 2014 році до 200-річчя від дня народження Т. Г. Шевченка вийшов ще один аудіо альбом з записом пісень на вірші Великого Кобзаря «З Кобзарем у серці».
Понад сімнадцять років Алла опікується обдарованими дітьми та молодими виконавцями, які об'єднані у зразкову вокальну студію «Зернятко» при КМЦ «Красне». Серед яких лауреати всеукраїнських та міжнародних пісенних фестивалів та конкурсів, діти, котрі отримали путівку в життя і продовжують свої творчі здобутки та навчання у сфері музики. Випущено аудіо альбоми і презентовано дитячу творчість у дисках «Співають діти Луцького району», «Веселковий дивосвіт», «Щастя жити у рідному краї», «На крилах мрій», «Зернятко добра», «Ми хочемо миру!», «Ой, грало море»(колядки та щедрівки). Нею створено дитячий фольклорний колектив, який у своїй програмі містить не лише окремо взяті народні пісні які побутують на Волині, а й композиції зустрічі весни — «Ой, там на юлойци», щедрування — «Щедрик, щедрик, щедрівочка», колядування — « Рожество твоє».

## Дискографія
Сольні аудіо альбоми:
- 2004 — «Терпке пісенне диво»,
- 2008 — «Вишиванка»
- 2020 — «Ой, давно-давно..» (Волинські народні пісні)

Вокальний дует «Душа Волині» Алла Опейда & В'ячеслав Судима:
- 2002 — «Гей, та на півночі Волині»
- 2005 — «В нашому саду»
- 2006 — «З родинного джерела»
- 2010 — «Лети, наша пісне»
- 2014 — «З Кобзарем у серці»

Відеокліпи:
- «Мій край»
- «Волинсько-Галицьке князівство»
- «Посли України»
- «Рідне місто»
- «Яблука осені»
- «Моя найрідніша»
- «Волинь — пісня моя»(Волинський вальс)
- «Єднаймося»

## Фільмографія
З участю співачки створені музичні фільми:
- «Музика трьох сердець»
- «Земля наша холмська»
- «Волинь — край поліський»

## Нагороди
За значний внесок у пропаганду народного мистецтва, високу виконавську майстерність та професіоналізм, досягнення в розвитку культури і мистецтв А. О. Опейда відзначена:
- подяками та грамотами Луцької районної ради та адміністрації, Луцької міської ради, Волинської обласної ради та адміністрації;
- Почесною відзнакою Міністерства культури і мистецтв України
- Почесною грамотою Міністерства сім'ї, молоді та спорту
- Почесною Грамотою Кабінету Міністрів України
- Подякою Президента України
- Подякою Верховної Ради України
- присвоєно почесне звання «Заслужений артист України».
- нагороджено Орденом Святої великомучениці Варвари
- лауреат обласної премії імені Степана Кривенького.